# Susana Latou
Susana Mabel Giacobbe Latou, conocida como Susana Latou, es una actriz de cine y televisión argentina. 
Comenzó como extra en la década de 1960 y tuvo su primer rol protagónico en Dos quijotes sobre ruedas en 1964. También filmó en México y participó en España en películas de Paul Naschy. Tuvo a su cargo el vestuario del programa de televisión El clan de Balá en la década de 1980. Estuvo casada con Héctor Pellegrini. Falleció el 18 de abril de 2021.

## Filmografía
Actriz
- Espérame mucho   (1983) …La Tana
- Queridas amigas   (1980)
- Toto Paniagua   (1980)
- Mis días con Verónica   (1980)
- La nueva cigarra   (1977)
- El gran amor del conde Drácula   (1974)
- La pequeña señora de Pérez   (1972)
- Villa Cariño está que arde   (1968)
- Pajarito Gómez -una vida feliz-   (1965)
- El club del clan   (1964)
- La industria del matrimonio (Episodio “Romántico”)  (1964)
- Dos quijotes sobre ruedas   (1964)
- Los inconstantes   (1962)
- El campeón soy yo   (1960)
- La caída   (1959)
- La morocha   (1958)
- La casa del ángel   (1957)
- Historia de una carta   (1957) …-Extra